# Norman: Egy New York-i szélhámos mérsékelt felemelkedése és tragikus bukása
A Norman: Egy New York-i szélhámos mérsékelt felemelkedése és tragikus bukása (eredeti cím: Norman: The Moderate Rise and Tragic Fall of a New York Fixer) 2016-ban bemutatott amerikai–izraeli filmdráma, amelyet Joseph Cedar írt és rendezett. A főbb szerepekben Richard Gere, Lior Ashkenazi, Hank Azaria, Steve Buscemi, Charlotte Gainsbourg, Michael Sheen és Dan Stevens látható.
Az Amerikai Egyesült Államokban 2016. szeptember 3-án debütált a Telluride Filmfesztiválon és a Torontói Nemzetközi Filmfesztiválon. Mozipremierje 2017. április 14-én volt. Izraelben 2017. március 8-án mutatták be az mozikban.

## Cselekmény
Norman Oppenheimer jelentéktelen, opportunista kisember, magányosan él New Yorkban. Cipővásárlás közben megismerkedik Micha Eshel izraeli politikussal. Három évvel később Eshelből izraeli miniszterelnök lesz. Ezzel barátja, Norman élete is gyökeresen megváltozik, mivel hirtelen mindenki a kegyeibe akar férkőzni.

## Szereplők
| Szereplő               | Színész              | Magyar hang         |
| ---------------------- | -------------------- | ------------------- |
| Norman Oppenheimer     | Richard Gere         | Gyabronka József    |
| Micha Eshel            | Lior Ashkenazi       | Kardos Róbert       |
| Phillip Cohen          | Michael Sheen        | Rátóti Zoltán       |
| Blumenthal rabbi       | Steve Buscemi        | Epres Attila        |
| Arthur Taub            | Josh Charles         | Fekete Zoltán       |
| Alexandra 'Alex' Green | Charlotte Gainsbourg | Németh Borbála      |
| Bill Kavish            | Dan Stevens          | Szatory Dávid       |
| Srul Katz              | Hank Azaria          | Csankó Zoltán       |
| Jacques                | Isaach De Bankolé    | Bognár Tamás        |
| Duby                   | Yehuda Almagor       | Tarján Péter        |
| Ron Maor               | Doval'e Glickman     | Varga T. József     |
| Hanna                  | Neta Riskin          | Majsai-Nyilas Tünde |
| Naomi Eshel            | Tali Sharon          | Nemes Takách Kata   |
| Bruce Schwartz         | Scott Shepherd       | Dózsa Zoltán        |
| Jo Wilf                | Harris Yulin         | Barbinek Péter      |